# Retterode
Retterode ist ein Stadtteil von Hessisch Lichtenau im nordhessischen Werra-Meißner-Kreis.

## Geographische Lage
Retterode liegt etwa 2,7 km südlich des Zentrums der Kernstadt von Hessisch Lichtenau ostsüdöstlich vom Himmelsberg (563,7 m ü. NN), der höchsten Erhebung der Günsteröder Höhe. Es befindet sich am Oberlauf des Essebachs und an der Bundesstraße 487, die von Hessisch Lichtenau unter anderem durch das Dorf ins südliche Spangenberg führt.

## Geschichte

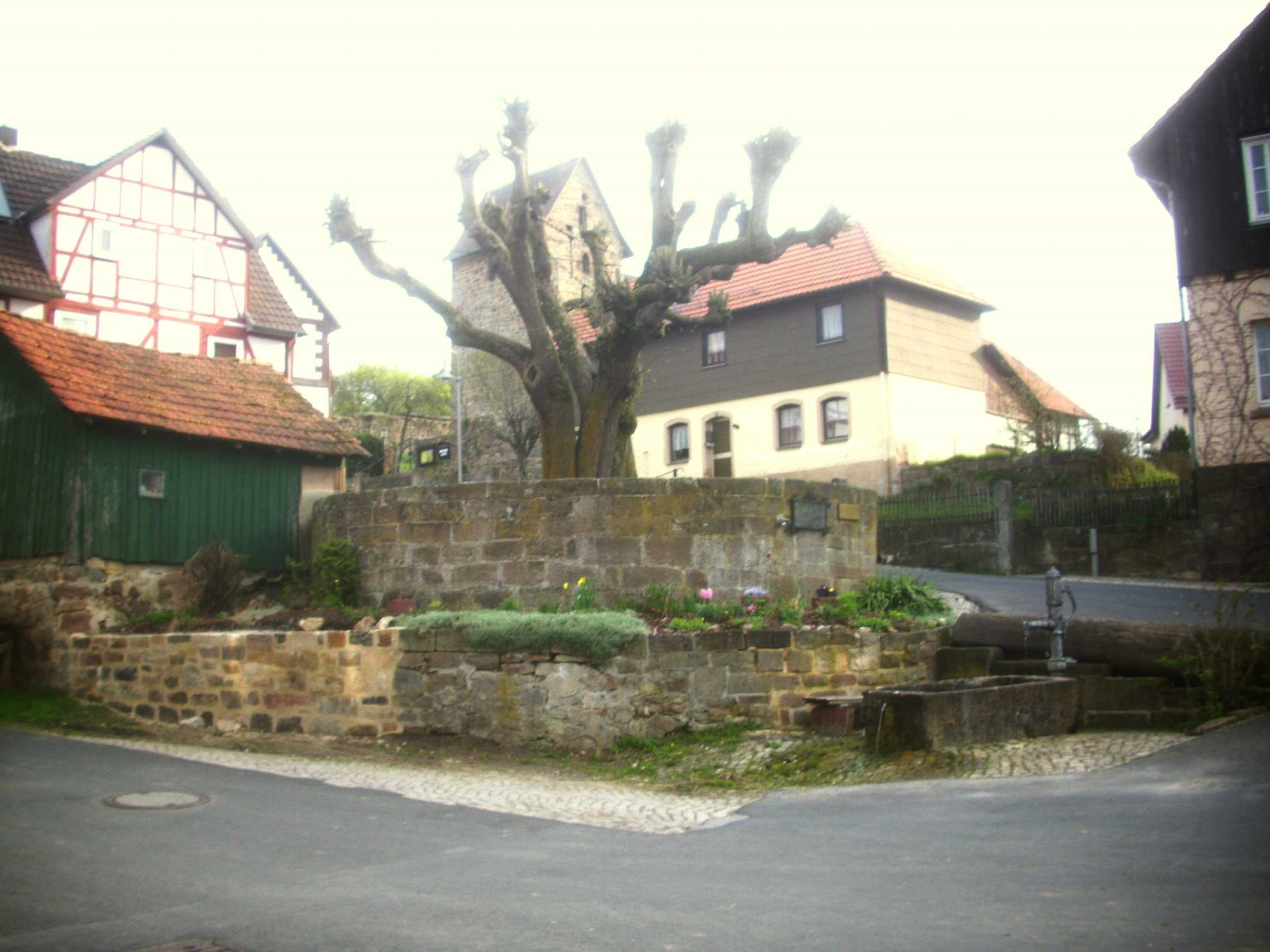
Der Gerichtsplatz in Retterode

Die älteste bekannte urkundliche Erwähnung war im Jahre 1209. Ab 1289 sind ein Conradus de Retrode und sein Sohn Henricus nachgewiesen. Der Ortsadel war sehr eng mit den Burgmannen von Hessisch Lichtenau und somit auch mit den Landgrafen von Hessen verbunden.
Folgende Besitztümer sind nachgewiesen: Kurz nach 1376 belehnte Landgraf Hermann den Heinrich Beyer mit dem Dorf Retterode. 1466 belehnte Landgraf Ludwig die Herren Meysenbug mit dem Dorf Retterode. 1527 nahm Heinrich Meysenbug Grundstücke zu Retterode, die seine Vorfahren dem Georgsaltar in der Kilianskirche zu Lichtenau gestiftet hatten, wieder an sich. 1568 belehnte Landgraf Wilhelm die Meysenbug erneut mit dem Dorf Retterode. Nach dem Aussterben der Meysenbug 1811 fiel das Dorf als erledigtes Lehen zurück an den Staat (nun das Königreich Westphalen). 1814 wurde das Gut Retterode als Staatsdomäne verpachtet, dann 1873 verkauft und aufgeteilt.
Retterode hatte auch ein eigenes Gericht von 1466: Gericht Meysenbug, 1569: Niederes Gericht Meysenbug, peinliches Gericht Hessen. 1747: desgleichen 1807: Friedensgericht (Kanton Lichtenau), 1814: Amt Lichtenau, 1821: Justizamt. Der Gerichtsplatz mit gespaltener alter Linde ist kreisförmig von einer Quadermauer eingefriedet.
Im Gebiet der alten Gemarkung gab es mehrere Siedlungen: Walbachsmühle und Glimmerode sind bis heute noch bewohnt, Haukerode, Oberndorf und Walbach sind inzwischen Wüstungen.
Zum 31. Dezember 1971 wurde im Zuge der Gebietsreform in Hessen die bis dahin selbständige Gemeinde Retterode auf freiwilliger Basis in die Stadt Hessisch Lichtenau eingemeindet. Für die eingegliederten neun Stadtteile sowie die Kernstadt wurde jeweils ein Ortsbezirk mit Ortsbeirat und Ortsvorsteher eingerichtet.

## Bevölkerung

### Einwohnerstruktur 2011
Nach den Erhebungen des Zensus 2011 lebten am Stichtag, dem 9. Mai 2011, in Retterode 381 Einwohner. Darunter waren keine Ausländer. Nach dem Lebensalter waren 42 Einwohner unter 18 Jahren, 132 zwischen 18 und 49, 111 zwischen 50 und 64 und 99 Einwohner waren älter. Die Einwohner lebten in 177 Haushalten. Davon waren 45 Singlehaushalte, 72 Paare ohne Kinder und 39 Paare mit Kindern, sowie 15 Alleinerziehende und keine Wohngemeinschaften. In 48 Haushalten lebten ausschließlich Senioren und in 105 Haushaltungen lebten keine Senioren.

### Einwohnerentwicklung
| Quelle: Historisches Ortslexikon |                                                                   |
| • 1575:                          | 20 Hausgesesse                                                    |
| • 1585:                          | 20 Hausgesesse                                                    |
| • 1681:                          | 16 Hausgesesse                                                    |
| • 1747:                          | 39 Mannschaften mit 38 Feuerstellen                               |
| • 1961:                          | 473 evangelische (= 86,0 %), 64 katholische (= 11,64 %) Einwohner |

| Retterode: Einwohnerzahlen von 1779 bis 2020 | Retterode: Einwohnerzahlen von 1779 bis 2020 | Retterode: Einwohnerzahlen von 1779 bis 2020 | Retterode: Einwohnerzahlen von 1779 bis 2020 | Retterode: Einwohnerzahlen von 1779 bis 2020 |
| --- | -------------------------------------------- | -------------------------------------------- | -------------------------------------------- | -------------------------------------------- |
| Jahr |                                              |                                              |                                              | Einwohner                                    |
| 1779 | 1779                                         |                                              | 151                                          | 151                                          |
| 1800 | 1800                                         |                                              | ?                                            | ?                                            |
| 1834 | 1834                                         |                                              | 362                                          | 362                                          |
| 1840 | 1840                                         |                                              | 390                                          | 390                                          |
| 1846 | 1846                                         |                                              | 399                                          | 399                                          |
| 1852 | 1852                                         |                                              | 409                                          | 409                                          |
| 1858 | 1858                                         |                                              | 385                                          | 385                                          |
| 1864 | 1864                                         |                                              | 388                                          | 388                                          |
| 1871 | 1871                                         |                                              | 372                                          | 372                                          |
| 1875 | 1875                                         |                                              | 352                                          | 352                                          |
| 1885 | 1885                                         |                                              | 298                                          | 298                                          |
| 1895 | 1895                                         |                                              | 302                                          | 302                                          |
| 1905 | 1905                                         |                                              | 287                                          | 287                                          |
| 1910 | 1910                                         |                                              | 303                                          | 303                                          |
| 1925 | 1925                                         |                                              | 385                                          | 385                                          |
| 1939 | 1939                                         |                                              | 435                                          | 435                                          |
| 1946 | 1946                                         |                                              | 589                                          | 589                                          |
| 1950 | 1950                                         |                                              | 581                                          | 581                                          |
| 1956 | 1956                                         |                                              | 517                                          | 517                                          |
| 1961 | 1961                                         |                                              | 550                                          | 550                                          |
| 1967 | 1967                                         |                                              | 512                                          | 512                                          |
| 1970 | 1970                                         |                                              | 502                                          | 502                                          |
| 1980 | 1980                                         |                                              | ?                                            | ?                                            |
| 1990 | 1990                                         |                                              | ?                                            | ?                                            |
| 2000 | 2000                                         |                                              | ?                                            | ?                                            |
| 2009 | 2009                                         |                                              | 427                                          | 427                                          |
| 2011 | 2011                                         |                                              | 381                                          | 381                                          |
| 2020 | 2020                                         |                                              | 358                                          | 358                                          |
| Datenquelle: Historisches Gemeindeverzeichnis für Hessen: Die Bevölkerung der Gemeinden 1834 bis 1967. Wiesbaden: Hessisches Statistisches Landesamt, 1968. Weitere Quellen: LAGIS; Stadt Hessisch Lichtenau; Zensus 2011 |                                              |                                              |                                              |                                              |

### Berufsgliederung 1724
- 12 Leinweber, 4 Schmiede, 5 Töpfer, 3 Wagner, 11 Ackerleute, 3 Schneider, 7 Taglöhner, 1 Müller, 2 Hirten

## Politik
Für Retterode besteht ein Ortsbezirk (Gebiete der ehemaligen Gemeinde Retterode) mit Ortsbeirat und Ortsvorsteher nach der Hessischen Gemeindeordnung.
Der Ortsbeirat besteht aus fünf Mitgliedern. Bei den Kommunalwahlen in Hessen 2021 betrug die Wahlbeteiligung zum Ortsbeirat 65,84 %. Alle Kandidaten gehörten der „Rettenroder Gemeinschaftsliste“ an. Der Ortsbeirat wählte Günter Brunst zum Ortsvorsteher.

## Persönlichkeiten
- Wilhelm Casselmann (* 29. November 1831 in Retterode; † 23. September 1909 in Eisenach), Forstmann und Politiker; Mitglied des Deutschen Reichstags